# Lattarico
Lattarico – miejscowość i gmina we Włoszech, w regionie Kalabria, w prowincji Cosenza.
Według danych na rok 2004 gminę zamieszkiwało 4137 osób, 98,5 os./km².